# Bản chúc thư của Pyotr Đại đế
Bản chúc thư của Pyotr Đại đế, hay Pyotr Đại đế. Di chúc (tiếng Nga: Пётр Первый. Завещание) là một bộ phim tâm lý - lịch sử do Vladimir Bortko đạo diễn, xuất phẩm lần đầu năm 2011.

## Lịch sử
- The famous treatise by Vatsyayana Mallanaga, Kama Sutra was translated into European languages only in the late-19th century.[4]
- Dowd, played by Mukhtar Gusengadzhiyev, calls himself a Lezghin. The Lezgins became known in Russia only after Peter the Great's Caspian campaign of 1722-1723.[cần dẫn nguồn]
- In a conversation with the Empress Catherine I, Maria Cantemir categorically calls herself a descendant of the Byzantine imperial Palaeologus family. The Cantemirești family, who ruled in Moldavia, had Tatar roots going back to Murza Khan Temir (Murza the Iron Emperor), who settled in the  Moldavian principality in 1540 and adopted the Orthodox faith.[cần dẫn nguồn] On the other hand, Maria Cantemir's mother Casandra Cantacuzino [ro], belonged to the Cantacuzino family, which claimed descent from the Byzantine Emperor John VI Kantakouzenos.
- In an interview with Peter the Great, Maria Cantemir refers to the "Bulletin of the French Geographical Society» (Société de Géographie, founded in 1821).
- Count Pyotr Tolstoy, sitting in a boat on the Neva, calls a two-masted square-rigged ship a "frigate". In fact it is either a brig or a packet.
- The film, which takes place in 1722-1725, features Ivan Fyodorovich Romodanovsky [ru] (died 1730, played by Sergei Shakurov), the son of Fyodor Romodanovsky (who died in 1717).
- The funeral procession of Emperor Peter (died 1725), with pall-bearers in 18th-century attire, passes through 21st-century Saint Petersburg.

## Nội dung
Truyện phim dựa theo tiểu thuyết Một buổi tối với Pyotr Đại đế của tác gia Daniil Granin.

## Kĩ thuật
Phim được thực hiện tại Sankt-Peterburg trong khoảng hai năm rưỡi.

### Sản xuất
- Biên kịch : Igor Afanasyev, Vladimir Bortko
- Đạo diễn : Vladimir Bortko
- Chủ nhiệm : Anton Zlatopolsky, Vladimir Bortko
- Thiết kế : Yelena Ivanova
- Hòa nhạc : Vladimir Dashkevich
- Hòa âm : Sergei Moshkov
- Trang trí : Vladimir Svetozarov, Marina Nikolayeva
- Trang phục : Larissa Konnikova
- Trang điểm : Lily Rusetskaya
- Installation: Leda Semyonova
- Phụ tá : Tatyana Rozantseva

### Diễn xuất
- Aleksandr Baluyev — Pyotr I
- Yelizaveta Boyarskaya — Maria Cantemir
- Irina Rozanova — Catherine I
- Sergey Makovetsky — Aleksandr Menshikov
- Alexander Filippenko — Pyotr Tolstoy
- Sergei Shakurov — Fyodor Romodanovsky
- Valery Solovyev — Paul Yaguzhinsky
- Mikhail Boyarsky — Công tước Dmitry Kantemir
- Anna Kovalchuk — Anastasia-Trubetskaya Cantemir
- Cyril Astafiev — Antioh Cantemir
- Valery Grishko — Fyodor Apraksin
- Willem Mons — Sủng thần của hoàng hậu
- Lyudmila Shevel — Bulk
- Jeremy Noble — Dr Paulson
- Klaus-Dieter Bang — Blumentrost
- Alexander Bashirov — Hề sĩ Ivan Balakirev
- Igor Golovin — Makarov
- Vladimir Matveev — Aleksey Kurbatov
- Mukhtar Gusengadzhiyev — Dowd
- Vladimir Borchaninov — Count Sheremetev
- Aleksandr Malyavin — Executioner
- Yuriy Loparev — Efim Nikonov
- Galina Zhdanova — Tatiana Yushkova
- Konstantin Vorobyov — Ngự y Palikula
- Ivan Krasko — Kì lão
- Yefilm Kamenetskiy — Andrey Nartov
- Aleksey Zubarev — Công trình sư Pháp
- Александр Юдин — немецкий мастер
- Сергей Амосов — писарь
- Александр Сластин — Вильстер
- Sergey Russkin — банщик императора

## Vinh danh
- The highest award of the city - Badge of Honor "For services to St. Petersburg" (BaltInfo 05/27/2011)
- "The Order of Merit of Moldova", Mikhail Boyarsky and Elizabeth Boyar, "a sign of the high recognition of special achievements in the development of Moldovan-Russian cooperation in the field of culture and talent for the realization of artistic images of the Moldavian Ruler Dmitry Kantemir and Princess Mary Cantemir in the film" Peter the Great. Will. " (CP SP 29/10/2011) (28/10/2011 Argumenty.ru) ("Arguments and Facts in St. Petersburg" 10/28/2011)

## Liên kết
- Thông tin trên Website Kino-Teatr
- «Пётр Первый. Завещание» на сайте студии визуальных эффектов Бегемот